# 104. ловачка дивизија (Вермахт)
104. ловачка дивизија формирана је у априлу 1941. од регрута 15. регрутног таласа као 704. посадна дивизија. С обзиром на њену намену, дивизија је имала некомплетну формацију без извиђачког батаљона, са редукованим артиљеријским и специјалистичким саставима. Њено транспортовање на територију Србије отпочело је 15. маја 1941. Штаб дивизије био је смештен у Ваљеву, а штабови пукова у Ужицу и Лешници. Бројно стање дивизије 21. децембра 1941. је износило: 170 официра, 39 службеника, 981 подофицира и 6403 војника.
Због борбених потреба дивизија је током преформирана и формацијски попуњена људством и борбеном техником до стандардне формације пешадијске дивизије. Почев од 1. маја 1943. дивизија званично мења назив у 104. ловачку дивизију. Тада је имала око 13.200 војника у следећој формацији:
724. пешадијски пук
734. пешадијски пук
654 артиљеријски пук
104. извиђачки батаљон
104. батаљон оклопних ловаца
104. инжињеријски батаљон
104. батаљон везе
Командант дивизије био је генерал Хартвиг фон Лудвигер. Након преформирања 104. ловачка дивизија делови дивизије учествовали су у операцији "Шварц". Крајем јуна 1943. дивизија је пребачена на територију Грчке, где је ушла у састав Групе армија Е.
У саставу Групе армија Е учествовала је од септембра до децембра 1944. у пробијању њене главнине од Македоније преко Косова и Метохије, југозападне Србије и источне Босне до Сарајева.
104. ловачка дивизија учествовала је у борбама за Травник јануара 1945. и водила тешке борбе у Подравини током марта, те у поречју Уне и код Карловца априла и маја 1945. године. Заробљена је од стране јединица Југословенске армије у Словенији маја 1945.
Командант дивизије генерал Лудвигер осуђен је за ратне злочине и обешен у Београду 5. маја 1947.